# Rinobàtids

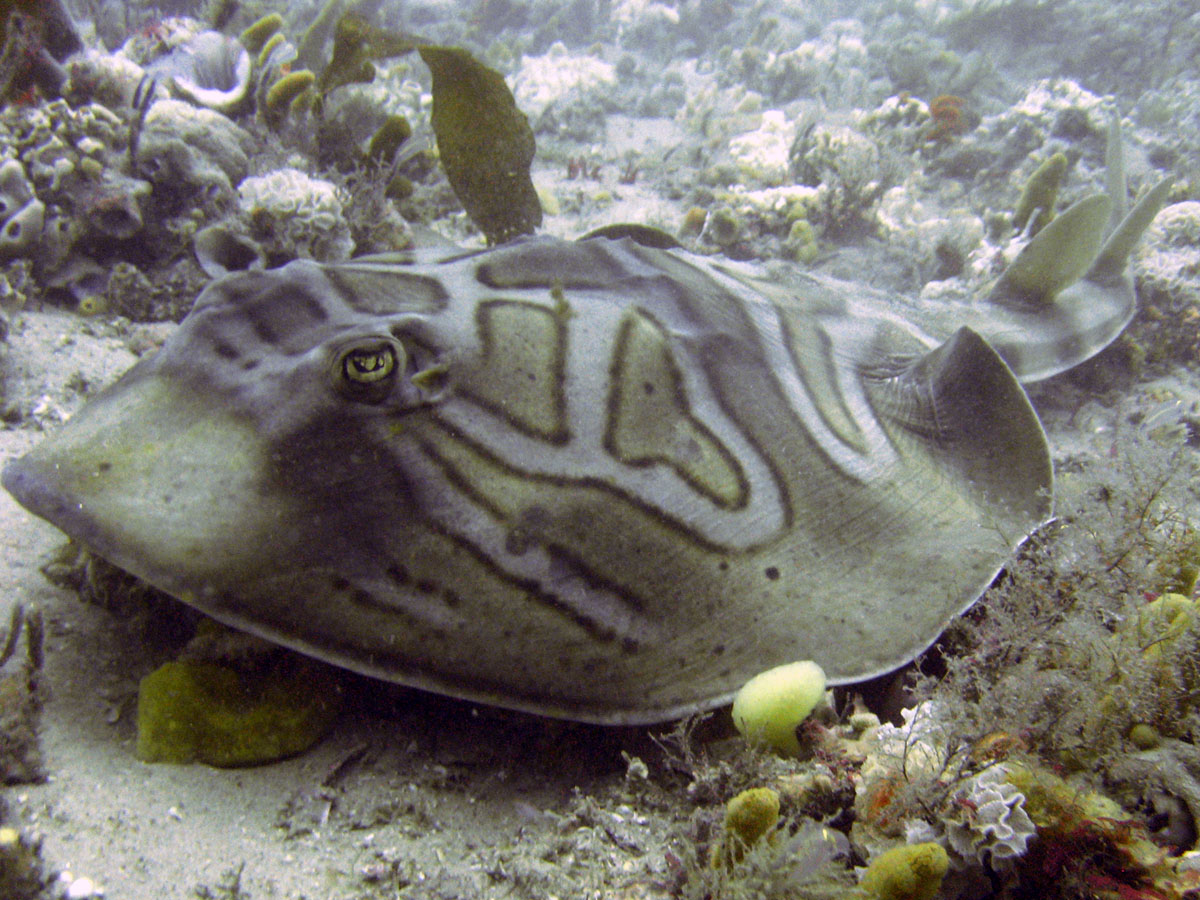
Exemplar del gènere Trygonorrhina fotografiat a Nova Gal·les del Sud (Austràlia).

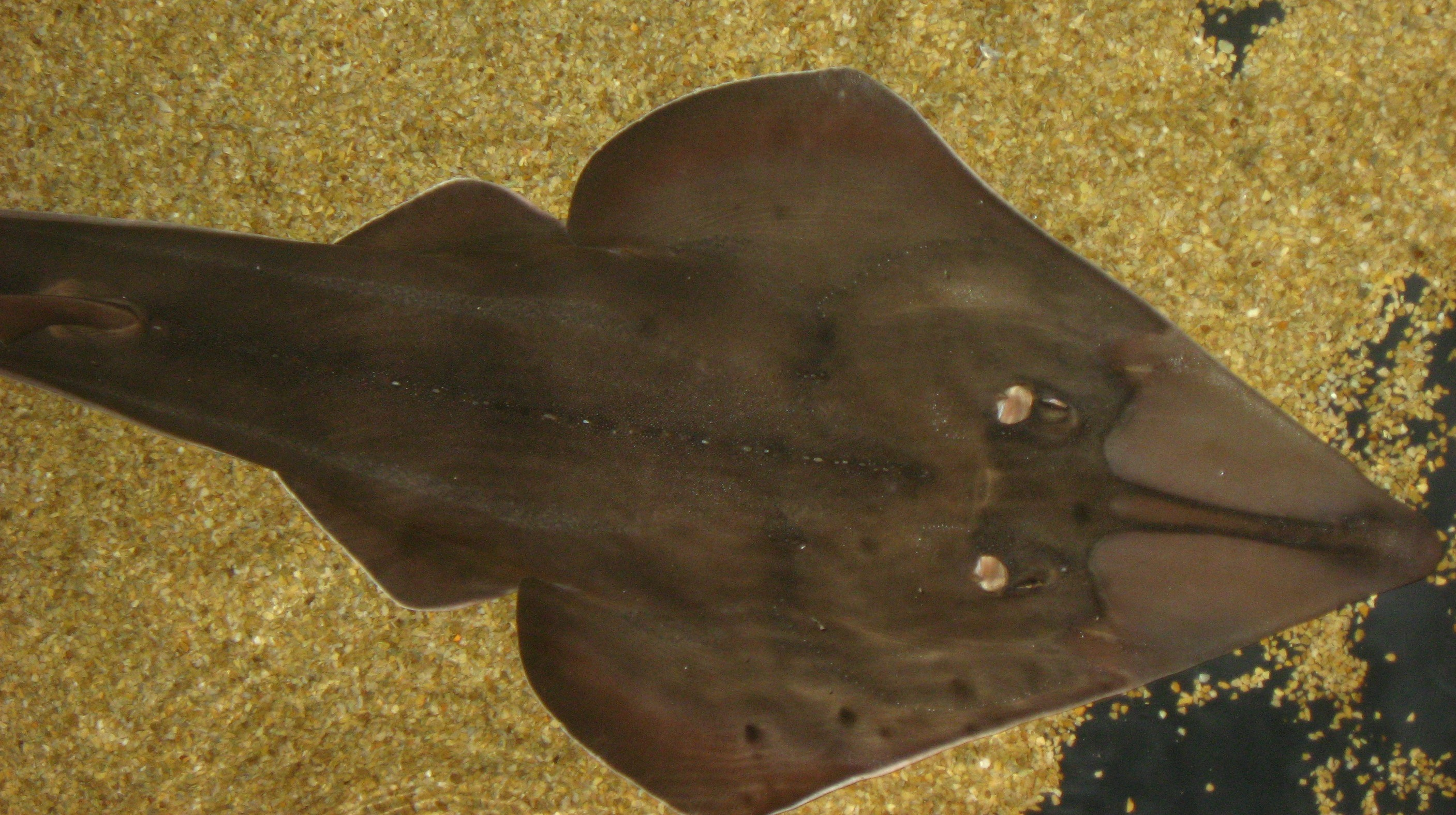
Rhinobatos cemiculus

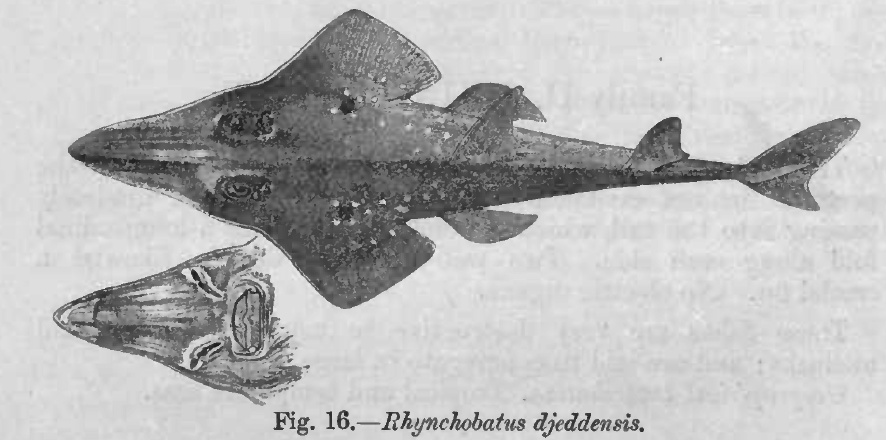
Il·lustració de Rhynchobatus djiddensis (circa 1889)

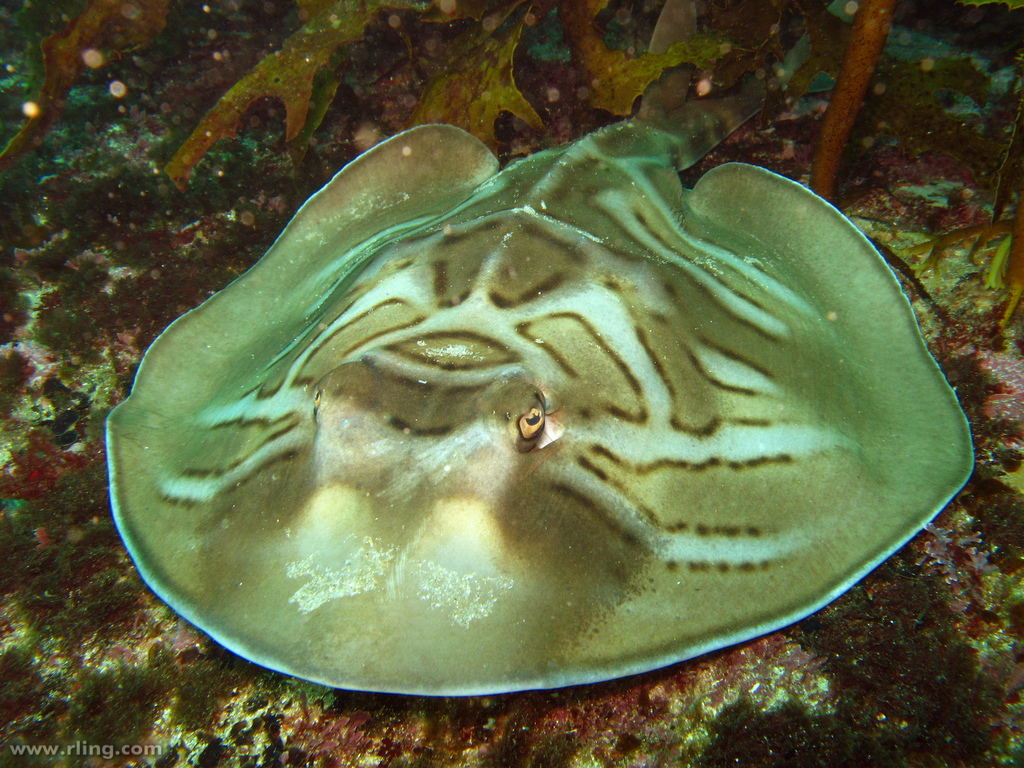
Exemplar del gènere Trygonorrhina fotografiat a Nova Gal·les del Sud (Austràlia).

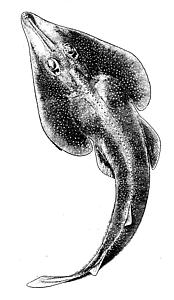
Rhinobatos lentiginosus

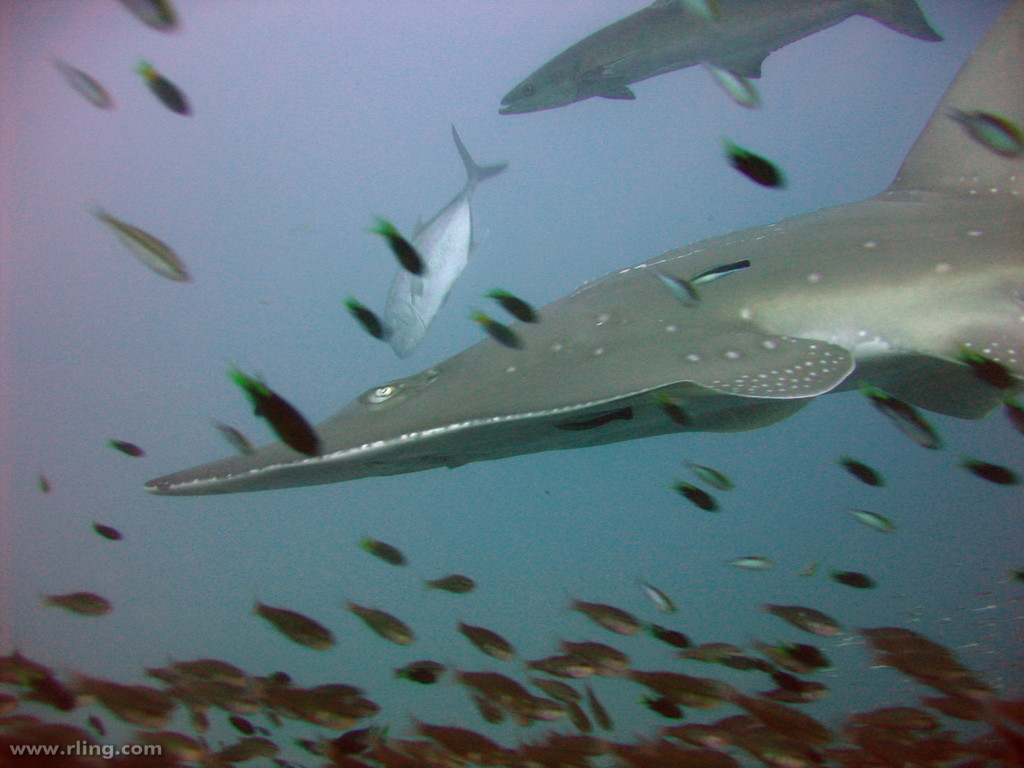
Rhynchobatus djiddensis fotografiat a la Gran Barrera de Corall.

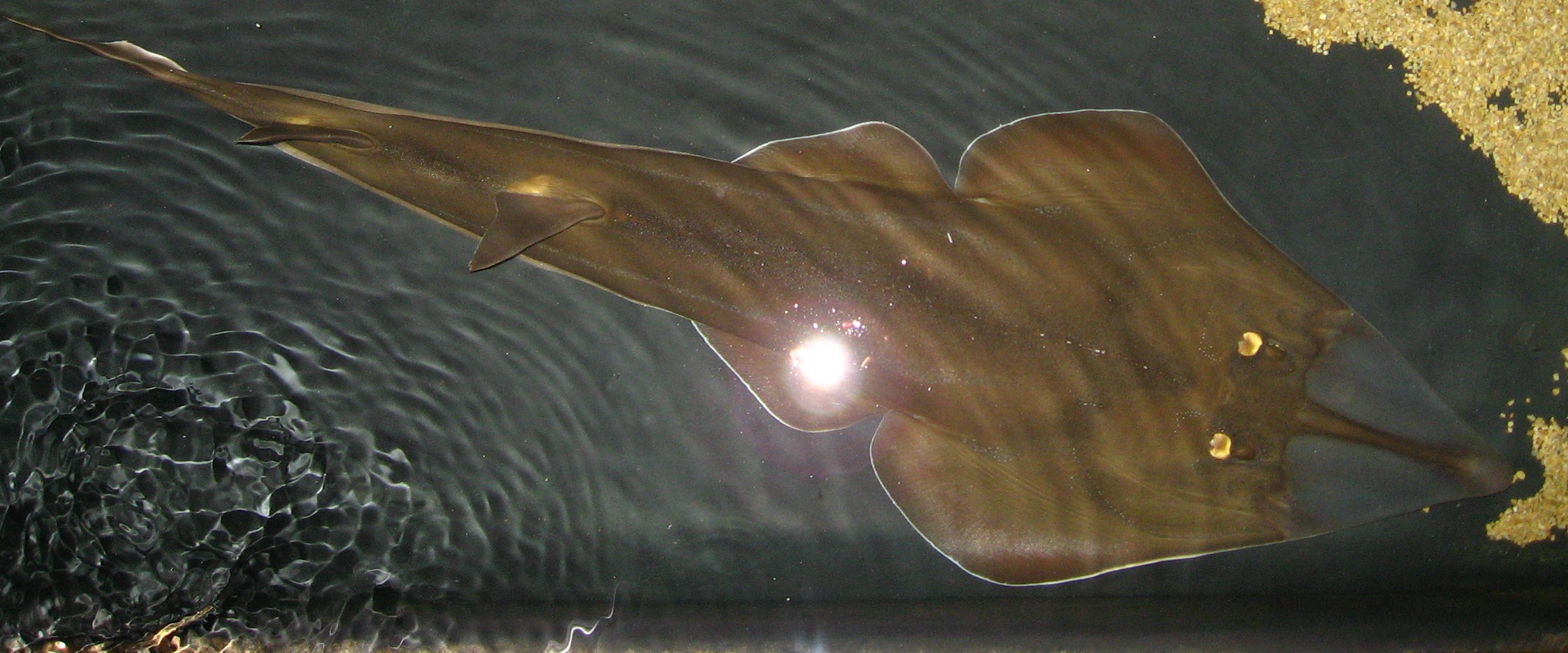
Rhinobatos cemiculus

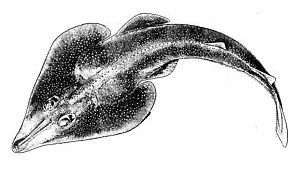
Rhinobatos lentiginosus

Els rinobàtids (Rhinobatidae) constitueixen una família de peixos cartilaginosos de l'ordre dels raïformes, amb una morfologia a mig camí entre els taurons i les rajades. Són comuns a les costes del Mediterrani Occidental. Inclou els peixos guitarra.

## Morfologia
- Semblen taurons, però se'n diferencien clarament per tindre les aletes pectorals (no tan amples com les rajades) soldades lateralment amb el cap i les fenedures es troben en posició ventral.
- Cos allargat i deprimit, la forma del qual recorda la d'una guitarra.
- El disc és llarg i estret, representant un terç de la llargària total.
- Tenen una filera mediodorsal d'espines.
- El rostre és angulós i aixafat.
- Les dues dorsals tenen la mateixa mida i es troben per darrere de les pèlviques.
- La caudal és petita, triangular, ben desenvolupada i no té lòbul inferior.[3][4]
- Les aletes pectorals són estretes, amb els àpexs molt arrodonits, i estan soldades als costats del cap fins a un poc per davant el nivell dels ulls.
- Sobre tota la llargada de cada costat de la regió caudal hi ha un estret replec cutani.
- Cua robusta.
- Musell allargat, de forma triangular, amb dues carenes o crestes rostrals ben marcades.
- Ulls i espiracles en posició dorsal.
- Obertures nasals allargades i obliqües.
- Boca recta.
- Dents nombroses, petites, arrodonides i disposades en mosaic.[5]
- Rhynchobatus djiddensis n'és l'espècie més grossa, ja que pot assolir els 3 m de longitud i els 225 kg de pes[6]

## Reproducció
Són ovovivípars i les cries neixen completament desenvolupades.

## Alimentació
Es nodreixen d'altres peixos i d'invertebrats (mol·luscs i crustacis).

## Hàbitat
Són costaners bentònics: habiten als fons de sorra i fang. Molt rarament entren als estuaris i als cursos d'aigua dolça

## Distribució geogràfica
Viuen als oceans i mars tropicals, subtropicals i temperats, com ara l'Atlàntic, l'Índic i el Pacífic.

## Costums
Els agrada viatjar en moles nombroses.

## Taxonomia
- Gènere Aptychotrema (Norman, 1926)[9]
  - Aptychotrema bougainvillii (Müller i Henle, 1841)
  - Aptychotrema rostrata (Shaw, 1794)[10]
  - Aptychotrema timorensis (Last, 2004)[11]
  - Aptychotrema vincentiana (Haacke, 1885)[12]
- Gènere Platyrhina (Müller & Henle, 1838)[13]
  - Platyrhina limboonkengi (Tang, 1933)
  - Platyrhina sinensis (Bloch i Schneider, 1801)
- Gènere Platyrhinoidis (Garman, 1881)[14]
  - Platyrhinoidis triseriata (Jordan & Gilbert, 1880)[15]
- Gènere Rhina (Bloch & Schneider, 1801)[16]
  - Rhina ancylostoma (Bloch i Schneider, 1801)[17]
  - Rhina armata (Philippi, 1887)[18]
- Gènere Rhinobatos (Linck, 1790)[19]
  - Rhinobatos albomaculatus (Norman, 1930)[20]
  - Rhinobatos annandalei (Norman, 1926)[21]
  - Rhinobatos annulatus (Müller i Henle, 1841)[22]
  - Rhinobatos blochii (Müller i Henle, 1841)[22]
  - Rhinobatos cemiculus (Geoffroy Saint-Hilaire, 1817)[23]
  - Rhinobatos formosensis (Norman, 1926)[21]
  - Rhinobatos glaucostigma (Jordan & Gilbert, 1883)[24]
  - Rhinobatos granulatus (Cuvier, 1829)[25]
  - Rhinobatos halavi (Forsskål, 1775)[26]
  - Rhinobatos holcorhynchus (Norman, 1922)[27]
  - Rhinobatos horkelii (Müller i Henle, 1841)[22]
  - Rhinobatos hynnicephalus (Richardson, 1846)[28]
  - Rhinobatos irvinei (Norman, 1931)[29]
  - Rhinobatos jimbaranensis (Last, White & Fahmi, 2006)[30]
  - Rhinobatos lentiginosus (Garman, 1880)[31]
  - Rhinobatos leucorhynchus (Günther, 1867)[32]
  - Rhinobatos leucospilus (Norman, 1926)[21]
  - Rhinobatos lionotus (Norman, 1926)[21]
  - Rhinobatos microphthalmus (Teng, 1959)[33]
  - Rhinobatos nudidorsalis (Last, Compagno & Nakaya, 2004)[34]
  - Rhinobatos obtusus (Müller i Henle, 1841)[35]
  - Rhinobatos ocellatus (Norman, 1926)[21]
  - Rhinobatos penggali (Last, White & Fahmi, 2006)[30]
  - Rhinobatos percellens (Walbaum, 1792)[36]
  - Rhinobatos petiti (Chabanaud, 1929)[37]
  - Rhinobatos planiceps (Garman, 1880)[38]
  - Rhinobatos prahli (Acero P. & Franke, 1995)
  - Rhinobatos productus (Ayres, 1854)[39]
  - Rhinobatos punctifer (Compagno & Randall, 1987)[40]
  - Rhinobatos rhinobatos (Linnaeus, 1758)[41]
  - Rhinobatos sainsburyi Last, 2004)[11]
  - Rhinobatos salalah (Randall & Compagno, 1995)[42]
  - Rhinobatos schlegelii (Müller i Henle, 1841)[35]
  - Rhinobatos spinosus (Günther, 1870)[43]
  - Rhinobatos thouin (?, 1798)[44]
  - Rhinobatos typus (?, 1830)[45]
  - Rhinobatos variegatus (Nair & Lal Mohan, 1973)[46]
  - Rhinobatos zanzibarensis (Norman, 1926)[21]
- Gènere Rhynchobatus
  - Rhynchobatus australiae (Whitley, 1939)
  - Rhynchobatus djiddensis (Forsskål, 1775)
  - Rhynchobatus laevis (Bloch i Schneider, 1801)
  - Rhynchobatus luebberti (Ehrenbaum, 1915)
- Gènere Tarsistes
  - Tarsistes philippii (Jordan, 1919)
- Gènere Trygonorrhina (Müller & Henle, 1838)[13]
  - Trygonorrhina fasciata (Müller i Henle, 1841)[47]
  - Trygonorrhina melaleuca (Scott, 1954)[48]
- Gènere Zanobatus
  - Zanobatus schoenleinii (Müller i Henle, 1841)
- Gènere Zapteryx (Jordan & Gilbert, 1880)[49]
  - Zapteryx brevirostris (Müller i Henle, 1841)[47]
  - Zapteryx exasperata (Jordan & Gilbert, 1880)[50]
  - Zapteryx xyster (Jordan & Evermann, 1896)[51][52][53][54][55][56]